# هری هیدن
هری هیدن (انگلیسی: Harry Hayden; زاده ۸ نوامبر ۱۸۸۲ – درگذشته ۲۴ ژوئیهٔ ۱۹۵۵) هنرپیشه اهل کانادا بود.

## فیلم‌شناسی
- I Married a Doctor (1936)
- Killer at Large (1936)
- دو نفر علیه دنیا (۱۹۳۶)
- Artists and Models (1937)
- Black Legion (1937)
- I'll Give a Million (1938)
- Wife, Husband and Friend (1939)
- Rose of Washington Square (1939)[۱]
- فصل باران آمد (۱۹۳۹)
- Barricade (1939)
- Swanee River (1939)
- مک‌گینتی بزرگ (۱۹۴۰)
- He Married His Wife (1940)
- نخاله‌ها در دریا (۱۹۴۰) (در عنوان‌بندی نیامده)
- لیلیان راسل (۱۹۴۰)
- کریسمس در ژوئیه (۱۹۴۰) (در عنوان‌بندی نیامده)
- A Man Betrayed (1941)
- سفرهای سولیوان (۱۹۴۱)
- Remember the Day (1941)
- داستان‌های منهتن (۱۹۴۲)
- Rings on Her Fingers (1942)
- داستان پام بیچ (۱۹۴۲)
- The Lone Star Ranger (1942)
- احمق آمریکایی خوش‌تیپ (۱۹۴۲) (در عنوان‌بندی نیامده)
- The Magnificent Dope (1942)
- Joan of Ozark (1942)
- داستان‌های منهتن (۱۹۴۲)
- Hello, Frisco, Hello (1943)
- She Has What It Takes (1943)
- The Unknown Guest (1943)
- یک صدای مهیب (۱۹۴۴)
- Hail the Conquering Hero (1944)
- زن عجیب و غریب (۱۹۴۴)
- Two Sisters from Boston (1946)
- آدم‌کش‌ها (۱۹۴۶) (در عنوان‌بندی نیامده)
- تا زمانی که ابرها کنار بروند (۱۹۴۶)
- Millie's Daughter (1947) (در عنوان‌بندی نیامده)
- شاهد کلیدی (فیلم ۱۹۴۷) (۱۹۴۷)
- Variety Girl (1947)
- Merton of the Movies (1947)
- The Dude Goes West (1948)
- The Velvet Touch (1948)
- Good Sam (1948)
- دختران باهوش حرف نمی‌زنند (۱۹۴۸)
- Every Girl Should Be Married (1948)
- Abbott and Costello Meet the Killer, Boris Karloff (1949)
- Intruder in the Dust (1949)
- دیوانه تفنگ (۱۹۵۰)
- The Traveling Saleswoman (1950)
- Union Station (1950)
- دو دینامیت (۱۹۵۱)
- کری (۱۹۵۲)
- خانه پر او. هنری (۱۹۵۲)
- پول از خانه (۱۹۵۳)